# 基本超几何函数
基本超几何函数是广义超几何函数的q模拟。

## 第一类基本超几何函数
{\displaystyle \;_{j}\phi _{k}\left[{\begin{matrix}a_{1}&a_{2}&\ldots &a_{j}\\b_{1}&b_{2}&\ldots &b_{k}\end{matrix}};q,z\right]=\sum _{n=0}^{\infty }{\frac {(a_{1},a_{2},\ldots ,a_{j};q)_{n}}{(b_{1},b_{2},\ldots ,b_{k},q;q)_{n}}}\left((-1)^{n}q^{n \choose 2}\right)^{1+k-j}z^{n}}
其中 
{\displaystyle (a_{1},a_{2},\ldots ,a_{m};q)_{n}=(a_{1};q)_{n}(a_{2};q)_{n}\ldots (a_{m};q)_{n}}
其中
{\displaystyle (a;q)_{n}=\prod _{k=0}^{n-1}(1-aq^{k})=(1-a)(1-aq)(1-aq^{2})\cdots (1-aq^{n-1}).}
.

## 第二类基本超几何函数
{\displaystyle \;_{j}\psi _{k}\left[{\begin{matrix}a_{1}&a_{2}&\ldots &a_{j}\\b_{1}&b_{2}&\ldots &b_{k}\end{matrix}};q,z\right]=\sum _{n=-\infty }^{\infty }{\frac {(a_{1},a_{2},\ldots ,a_{j};q)_{n}}{(b_{1},b_{2},\ldots ,b_{k};q)_{n}}}\left((-1)^{n}q^{n \choose 2}\right)^{k-j}z^{n}.}

## 关系式
下列基本超几何函数在q->1时，化为超几何函数
{\displaystyle \lim _{q\to 1}\;_{j}\phi _{k}\left[{\begin{matrix}q^{a_{1}}&q^{a_{2}}&\ldots &q^{a_{j}}\\q^{b_{1}}&q^{b_{2}}&\ldots &q^{b_{k}}\end{matrix}};q,(q-1)*z\right]}= {\displaystyle \;_{j}F_{k}\left[{\begin{matrix}a_{1}&a_{2}&\ldots &a_{j}\\b_{1}&b_{2}&\ldots &b_{k}\end{matrix}};q,z\right]}

## q二项式定理
下列公式是二项式定理的q模拟：
{\displaystyle _{1}\Phi _{0}([a],[];q;z)=}{\displaystyle \sum _{n=0}^{\infty }}{\displaystyle {\frac {(a;q)_{n}}{(q;q)_{n}}}}